# Satan's Harvest
Pour plus de détails, voir Fiche technique et Distribution.
Satan's Harvest est un film sud-africain réalisé par George Montgomery, sorti en 1970.

## Synopsis
Murdock hérite d'un domaine en Afrique du Sud, sur lequel la "moisson de Satan" (héroïne et marijuana) est développée. Les gangsters cultivant les drogues veulent se débarrasser de lui.

## Fiche technique
- Titre original : Satan's Harvest
- Réalisation : George Montgomery

## Distribution
- George Montgomery : Cutter Murdock
- Tippi Hedren : Martha Oaks
- Davy Kaye
- Matt Monro : Bates